# Ol49
Паровоз Ol49 — паровоз местного и пригородного движения, строившийся с 1951 по 1954 на фабрике локомотивов имени Феликса Дзержинского в городе Хшанув.
Всего было построено 116 паровозов, из них 112 были переданы на PKP и ещё 4 на железные дороги Северной Кореи.
Паровозы предназначены для работы с местными, пригородными поездами и лёгкими поездами дальнего следования  (пол. Pociąg pospieszny). Они должны были заменить в эксплуатации паровозы серий Ok1 и Ok22, выпуск которых начался ещё в довоенные годы.
Паровозы были предназначены для угольного отопления. Несколько паровозов из паровозных депо в городах Торунь и Ольштын были приспособлены для отопления мазутом.
Один  Ol49 находится в паровозном депо Скерневице. Ещё один находится в депо станции Ченстохова Особова и относится к местному музею истории железных дорог.
Всего до наших дней сохранилось 38 паровозов этой серии.